# Jordan Mustoe
Jordan Mustoe, né le 28 janvier 1991 à Birkenhead en Angleterre, est un footballeur anglais. Il évolue au poste d'arrière latéral gauche.

## Biographie
Avec le club de Barnet, il est demi-finaliste du Football League Trophy en 2012.